# Francisco Orozco y Jiménez
José Francisco Orozco y Jiménez (ur. 18 listopada 1864 w Zamora de Hidalgo, zm. 18 lutego 1936 w Guadalajarze) – meksykański duchowny rzymskokatolicki i historyk, biskup chiapaski i arcybiskup guadalajarski. Członek Meksykańskiej Akademii Historii
Jego pontyfikat przypadł na okres prześladowań Kościoła przez antyklerykalne władze Meksyku. Abp Orozco y Jiménez pięciokrotnie był deportowany z Meksyku, za każdym razem jednak powracał, także w przebraniu i z fałszywym paszportem.

## Biografia

### Młodość i prezbiteriat
Urodził się w zamożnej rodzinie właścicieli ziemskich. W 1876 wyjechał do Rzymu, gdzie studiował na Piusowym Papieskim Kolegium Latynoamerykańskim i Papieskim Uniwersytecie Gregoriańskim. Studia zakończył z doktoratem z filozofii i licencjatem z teologii. 17 grudnia 1887 otrzymał święcenia prezbiteriatu.
Następnie powrócił do Meksyku, gdzie objął stanowisko wykładowcy łaciny w seminarium duchownym i prorektora Szkoły Sztuk Pięknych w rodzinnej diecezji Zamora. W 1890 przeniesiony do stolicy, gdzie został profesorem i rektorem Kolegium Duchownego San Joaquin, a następnie profesorem i wicerektorem seminarium duchownego. Doktorat z teologii uzyskał na Papieskim Uniwersytecie Meksykańskim, którego był wicerektorem. W 1899 wyjechał do Rzymu, gdzie zajmował się sprawami Ameryki Łacińskiej.

### Biskup chiapaski
30 maja 1902 papież Leon XIII mianował go biskupem chiapaskim. 15 sierpnia 1902 w sanktuarium w Guadalupe przyjął sakrę biskupią z rąk arcybiskupa meksykańskiego Próspero Maríi Alarcóna y Sáncheza de la Barquery. Współkonsekratorami byli biskup Cuernavaci Francisco Plancarte y Navarrete oraz biskup León Leopoldo Ruiz y Flores. Ingres odbył 3 grudnia 1902.
W diecezji Chiapas szczególną uwagę poświęcał kwestiom edukacji – zakładał szkoły, wydał w dużych nakładał dwa podręczniki do nauki czytania i pisania, odnowił seminarium diecezjalne i stworzył bogatą bibliotekę. Prowadził kampanię przeciwko alkoholizmowi. Utworzył muzeum gromadzące eksponaty z czasów przedhiszpańskich i rodzime rzemiosło. Na polu społecznym zajmował się stworzeniem oświetlenia miejskiego w San Cristóbal de las Casas oraz publicznego transportu konnego, a także zakładał sierocińce i szpitale.
Uwagę poświęcił Tzotzilom, ucząc się języka tsotsil oraz innych lokalnych języków indiańskich, katechizując ludność oraz interweniując w jej imieniu u właścicieli ziemskich i lokalnych polityków. Liberalna prasa oskarżyła go o wspieranie buntu ludności tubylczej przeciwko władzom stanowym, nadając mu przydomek El Chamula.

### Arcybiskup guadalajarski
2 grudnia 1912 papież Pius X mianował go arcybiskupem guadalajarskim. Ingres odbył 9 lutego 1913. Zakładał organizacje katolickie i pracownicze oraz bank, mający chronić ludność przed lichwą.
Mianowany już podczas trwania rewolucji meksykańskiej. Po raz pierwszy udał się na wygnanie 19 maja 1914. 20 listopada 1916 powrócił incognito pod fałszywym nazwiskiem. Ukrywał się na prowincji, w czym pomogła mu szalejąca wówczas epidemia tyfusu. W archidiecezji guadalajarskiej rewolucjoniści splądrowali katedrę, aresztowali większości duchowieństwa, część z duchownych zabijając oraz dwukrotnie zmusili archidiecezję do udzielenia przymusowej pożyczki w wysokości 100 000 peso. Po odczytaniu listu pasterskiego abpa Orozco y Jiménez zamknięto wszystkie kościoły w stanie Jalisco, później aresztowano księży, którzy odczytywali listy arcybiskupa. W odpowiedzi na te działania wybuchło zbrojnie powstanie katolików. Prasa liberalne podsycała oskarżenia wobec niego z okresu buntu ludności tubylczej w Chiapas, powodując także zdystansowanie się od niego części meksykańskiego episkopatu. 5 lipca 1918 abp Orozco y Jiménez został schwytany przez wojska rewolucyjne i 20 lipca 1918 w furgonie towarowym odesłany do Stanów Zjednoczonych.
14 października 1919 powrócił do Guadalajary. 2 czerwca 1924 podczas kolejnej kampanii oskarżeń wobec niego, dobrowolnie wyjechał z Meksyku. Powrócił w maju 1925. W kolejnych latach, obok arcybiskupa meksykańskiego José Mora y del Rio, był wyróżniającą się postacią meksykańskiego Kościoła, promującą program społeczny Kościoła, w opozycji do liberalizmu i socjalizmu.
Podczas powstania Cristero (1926-1929) ukrywał się na głębokiej prowincji swojej archidiecezji, skąd ją zarządzał. Przyjął postawę nieustępliwości wobec antykatolickich działań rządu. Przez rząd i prasę był oskarżany o bycie przywódcą powstańców, historycy jednak uznają, że swój sprzeciw demonstrował bierną obecnością i pogardą dla rządu. Jego postać stała się dla meksykańskich katolików symbolem oporu wobec antyklerykalnych władz.
Po podpisaniu w 1929 porozumienia pomiędzy rządem a Kościołem, kończącego powstanie Cristero, na rozkaz prezydenta Emilio Portesa Gila, opuścił Meksyk. Powrócił po zmianie prezydenta w marcu 1930. Kolejny prezydent Pascual Ortiz Rubio nakazał ponownie wydalić z kraju abpa Orozco y Jiméneza, czego dokonano 24 stycznia 1932. Powrócił do Guadalajary 19 sierpnia 1934 i do śmierci sprawował urząd arcybiskupa guadalajarskiego.
Zmarł 18 lutego 1936 na skutek infekcji z powikłaniami. Zorganizowano mu wystawny pogrzeb, trwający cztery dni. Sam pogrzeb odzwierciedlał napięte stosunki pomiędzy zmarłym arcybiskupem a władzami, które ograniczały zakres uroczystości. Mieszkańcy Guadalajary, mimo zakazu zgromadzeń, tłumnie wyszli na ulice, aby pożegnać arcybiskupa. Władze nie zdecydowały się na konfrontację.

## Badania historyczne
Francisco Orozco y Jiménez badał historię Indian oraz historię swoich diecezji i katolicyzmu w Meksyku. Badania prowadził w Meksyku, w Rzymie (m.in. w Tajnym Archiwum Watykańskim) oraz podczas wygnań. W archiwach odkrył wiele cennych dokumentów z tych obszarów historii. W 1921 został członkiem Meksykańskiej Akademii Historii. Swoje odkrycia publikował drukiem oraz dla szerszego grona odbiorców w listach pasterskich.